# King's Norton
King's Norton är en civil parish i Storbritannien.   Den ligger i grevskapet Leicestershire och riksdelen England, i den södra delen av landet, 130 km norr om huvudstaden London.